# 松本峻
松本 峻（まつもと しゅん、1995年1月6日- ）は、競技麻雀のプロ雀士。福井県出身。日本プロ麻雀連盟所属。団体内の段位は二段。

## 獲得タイトル
- 若獅子戦(第2期)[1]